# 朴俊炯 (足球運動員)
朴俊炯（Park Jun-heong，1993年1月25日—），南韓足球運動員，司職中堅。現時效力马来西亚超级足球联赛球隊柔佛DT。

## 球會生涯
朴俊炯於2014年葡萄牙展開職業生涯，曾到葡萄牙效力維塞烏學院、葡萄牙體育會等球隊。之後回到南韓加盟韓職勁旅水原三星藍翼。
2019年12月27日，朴俊炯加盟香港超級聯賽球會傑志。2020年1月16日，傑志在大球場作客香港飛馬的港超聯賽事，朴俊炯首次上陣。
2021年6月，傑志出戰亞冠盃分組賽，朴俊炯為21人大軍名單當中的亞援。
2022年6月，朴俊炯加盟泰超球队拉查布里。
2024年7月，朴俊炯加盟马来西亚超级足球联赛球隊柔佛DT。

## 榮譽
傑志
- 香港菁英盃冠軍（2019–20季度）
- 香港超級聯賽冠軍（2019–20、2020–21季度）

## 外部連結
- 朴俊炯在transfermarkt.com的球员资料
- 香港足球總會網頁球員註冊資料